# Hadrobregmus denticollis
Hadrobregmus denticollis là một loài bọ cánh cứng withtrong genus Hadrobregmus trong họ Ptinidae.